# Lorne (nome)
Lorne  è un nome proprio di persona inglese maschile.

## Varianti
- Maschili: Lorn[1]
- Femminili: Lorna[2]

## Origine e diffusione
Riprende il titolo nobiliare di "marchese di Lorne", oppure il toponimo di Lorne (Latharn in scozzese moderno), un antico distretto di Argyll, in Scozia, a cui il titolo fa riferimento.
Il toponimo è di origine ignota; tradizionalmente, lo si fa derivare dal nome di Loarn, un leggendario re di Dál Riata, che sarebbe basato sul termine celtico loverno ("volpe"), tuttavia potrebbe anche essere correlato ai nomi di Larne o di Latiaran.
Il nome gode di particolare diffusione in Canada, di cui John Campbell, IX duca di Argyll e marchese di Lorne, fu primo Governatore Generale.

## Onomastico
Non esistono santi che portano questo nome, che quindi è adespota. L'onomastico può essere festeggiato in occasione di Ognissanti, il 1º novembre.

## Persone

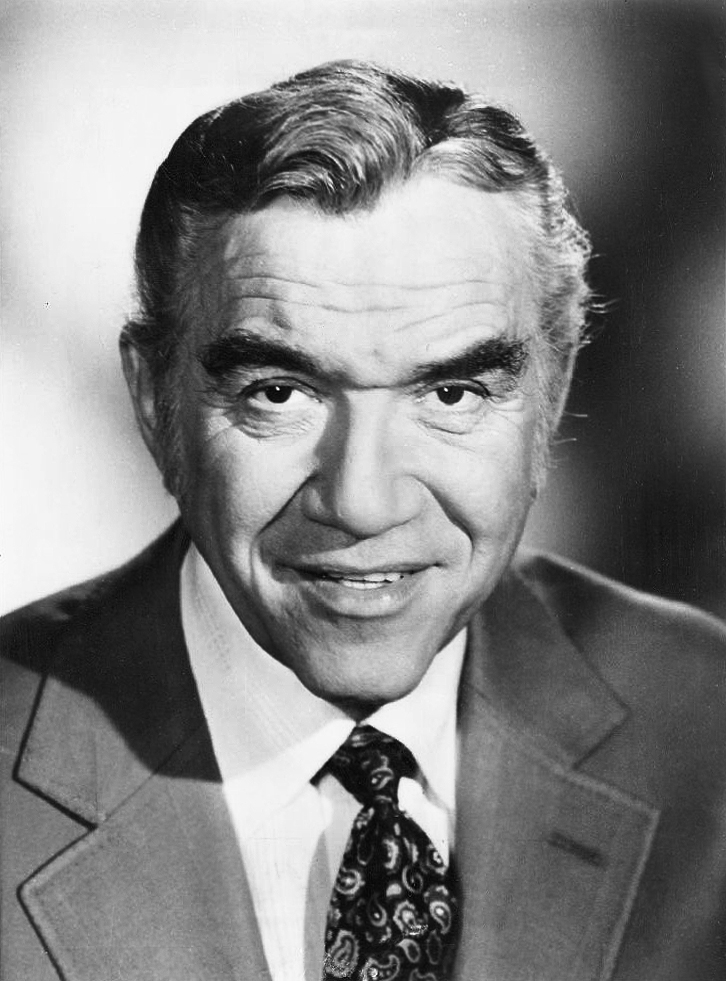
Lorne Greene

- Lorne Balfe, compositore e produttore discografico scozzese
- Lorne Currie, velista britannico
- Lorne Greene, attore canadese

## Il nome nelle arti
- Lorne è un personaggio della serie televisiva Angel.
- Lorne è un personaggio della serie animata Rekkit Rabbit.
- Lorne Malvo è uno dei protagonisti della serie televisiva Fargo.